# Microleptes obenbergeri
Microleptes obenbergeri är en stekelart som beskrevs av František Gregor Jr 1938. Microleptes obenbergeri ingår i släktet Microleptes och familjen brokparasitsteklar. Inga underarter finns listade i Catalogue of Life.